# Трепалово (Молодечненський район)
Трепалово (біл. вёска Трапалава) — село в складі Молодечненського району Мінської області, Білорусь. Село підпорядковане Марківській сільській раді, розташоване в західній частині області.